# Daniel Sánchez Pardos

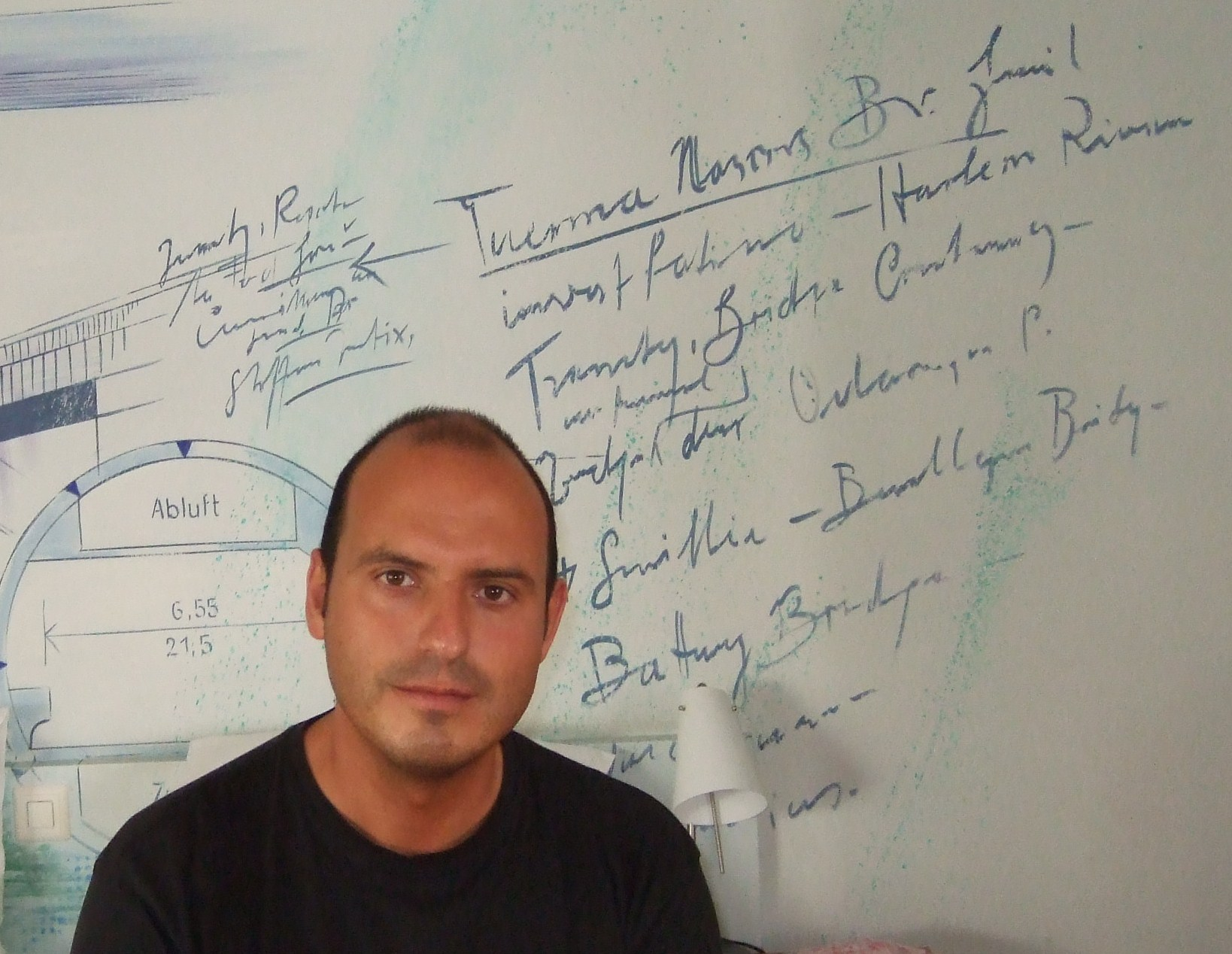
Sánchez Pardos (2011).

Daniel Sánchez Pardos (Barcelona, 5 de enero de 1979) es un escritor español. En 2011 recibió el Premio Tormenta al mejor nuevo autor del año por su novela El cuarteto de Whitechapel (Ediciones del Viento, 2010). En 2016 fue galardonado con la Mención de Honor del Premio Roma a la mejor novela extranjera publicada en Italia por G (Planeta, 2015). Su obra más reciente es La Dama del Pozo (Minotauro, 2017). 

## Biografía
Se licenció en Filología Hispánica por la Universidad de Barcelona, y completó estudios de posgrado en Traducción Literaria en la Universidad Pompeu Fabra.
Ha publicado las novelas El jardín de los curiosos (Bohodón, 2010); El cuarteto de Whitechapel (Ediciones del Viento, 2010), que recibió el Premio Tormenta al mejor nuevo autor de 2010 y fue escogida como uno de los mejores libros del año por El Cultural (suplemento del diario El Mundo) y por la revista Culturamas; El gran retorno (Planeta, 2013); G (Planeta, 2015); y La Dama del Pozo (Minotauro, 2017).
En la Feria del Libro de Frankfurt de 2014 se vendieron los derechos de traducción y edición de su novela G a más de 25 países. La edición italiana de este libro, titulada Il segreto di Gaudí, fue galardonada en 2016 con la Mención de Honor del Premio Roma a la mejor novela extranjera publicada en Italia.
Sus relatos han aparecido en las revistas Clarín, Calamar, Luzdegás, El coloquio de los perros y The Barcelona Review, entre otras, y han sido recogidos en las antologías Noche de Relatos (NH, 1999), Rusia imaginada (Nevsky, 2011) y Bleak House Inn (Fábulas de Albión, 2012).

## Obras
- La Dama del Pozo (Minotauro, 2017). Novela.
- G (Planeta, 2015). Novela.
- El gran retorno (Planeta, 2013). Novela.
- El cuarteto de Whitechapel (Ediciones del Viento, 2010). Novela. Premio Tormenta al mejor nuevo autor de 2010.
- El jardín de los curiosos (Bohodón, 2010). Novela.
- «Los siluros de Prípiat», en Rusia imaginada (Nevsky, 2011). Relato.
- «Una vida nueva», en Bleak House Inn. Diez huéspedes en casa de Dickens. (Fábulas de Albión, 2012). Relato.

## Premios
- Mención de Honor del Premio Roma 2016 a la mejor novela extranjera publicada en Italia.
- Premio Tormenta al mejor nuevo autor de 2010.
- Finalista del premio Alfonso Sancho Sáez de Relato 2003.
- Premio Villa de Loeches de Poesía 1999.
- Segundo Premio Joven & Brillante de Novela Corta 1998.
- Finalista del Premio NH de Relatos 1998.